# طوران شاه الثاني
طوران شاه ؛ توران شاه بن طغرل شاه - أمير سلجوقي ، وحاكم سلاجقة كرمان الحادي عشر (1177م - 1184م)، وهوالابن الأصغر طغرل شاه .

## ولايته
تولى السلطة بعد وفاة أخيه عام 572 هـ ، حكم لمدة 7 سنوات ، وانخرط في صراعات الخلافة مع أخويه بهرام شاه وأرسلان شاه الثاني ، وصل أخيرًا إلى السلطة بعد هزيمة أخيه. وتوفي في كرمان في حين بدأت هجمات الغز على كرمان لأول مرة.